# Libro di vetta

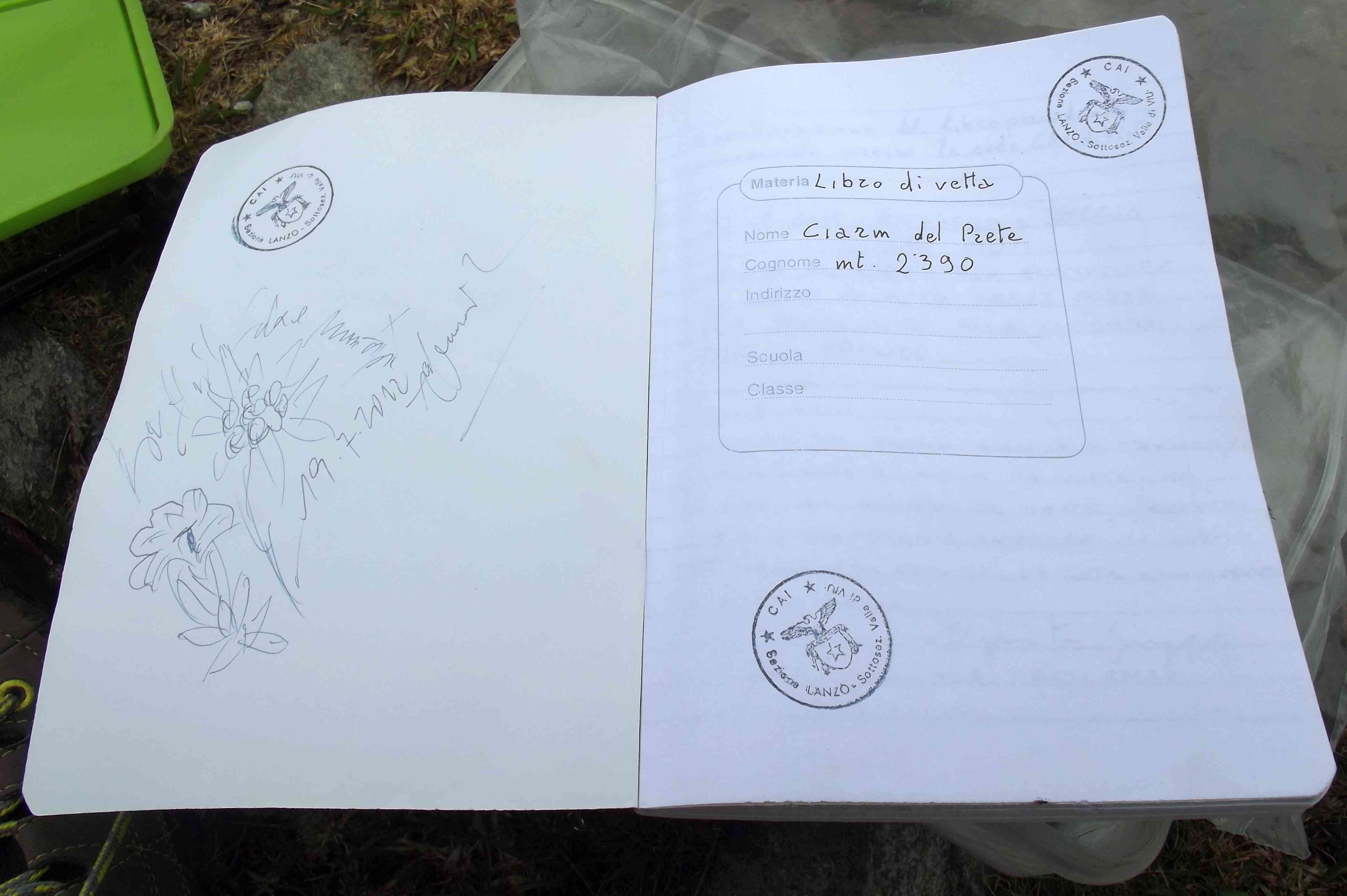
Il libro di vetta del Ciarm del Prete (Alpi Graie, 2389 m), curato dal CAI di Viù

Un libro di vetta è un registro cartaceo posizionato sulla vetta di una montagna sul quale gli escursionisti o gli alpinisti che raggiungono la cima possono lasciare un messaggio.

## Caratteristiche

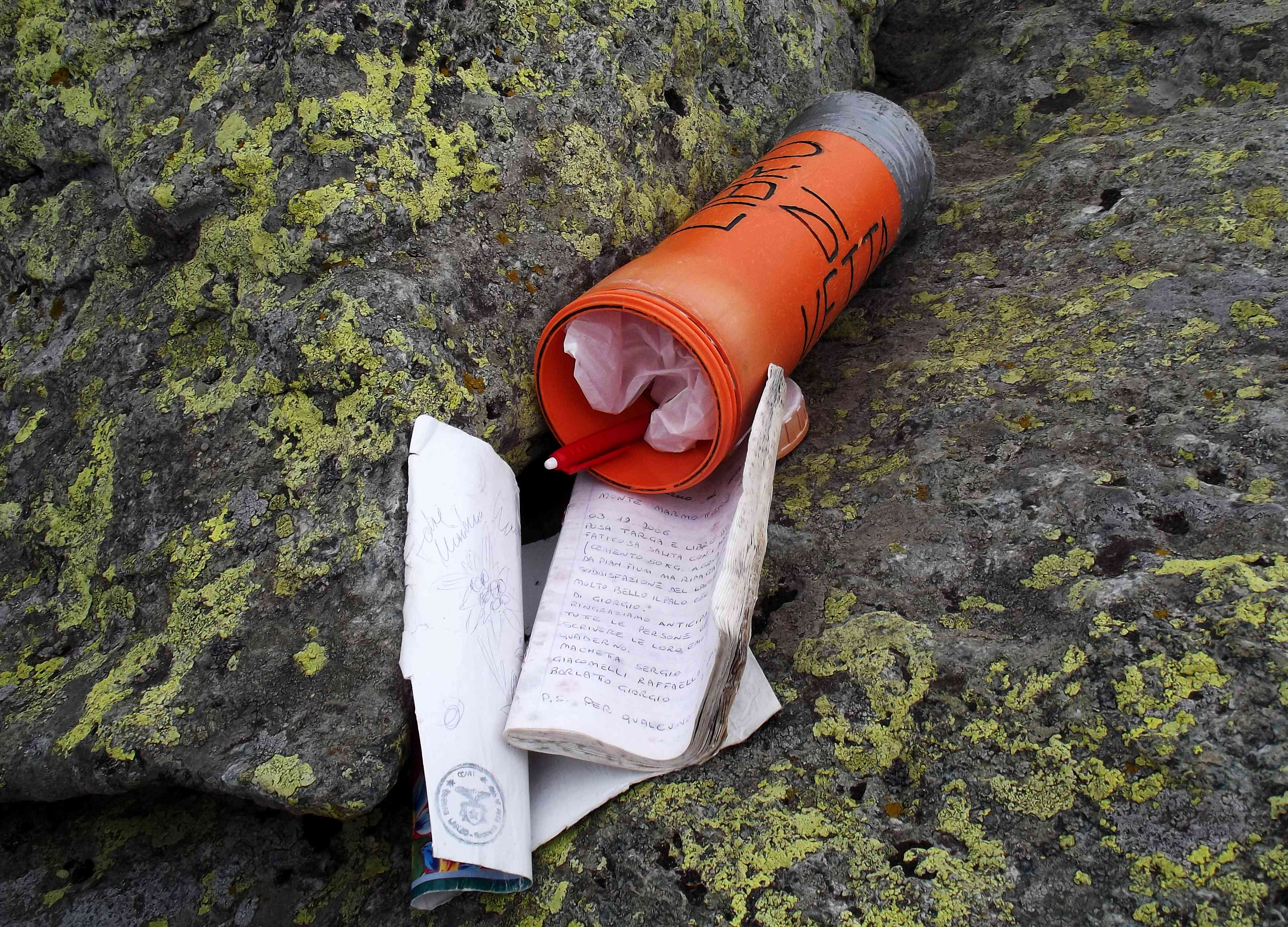
Il libro di vetta del Monte Marmottere (Alpi Graie, 2192 m) e il suo contenitore in plastica

I libri di vetta si trovano in genere all'interno di contenitori a tenuta stagna, eventualmente ulteriormente riparati da buste di plastica.  A volte vengono posizionati in una nicchia ricavata nel basamento della croce di vetta, se presente, oppure di altri monumenti o costruzioni che si trovano sulla cima della montagna come ad esempio aste portabandiera, ometti, capannine meteorologiche, statue e così via.
La collocazione su una montagna di un libro di vetta può essere una iniziativa presa informalmente da singoli appassionati mentre in altri casi viene curata da club o associazioni alpinistiche riconosciute oppure dal gestore di un rifugio presente nei pressi della montagna. La sostituzione è più o meno frequente a seconda del grado di frequentazione della montagna: mentre su cime piuttosto popolari tra gli appassionati può essere necessario cambiare il libro di vetta più di una volta all'anno, punte meno "gettonate" offrono ai salitori libri di vetta con testimonianze di ascensioni risalenti anche a parecchi anni prima.

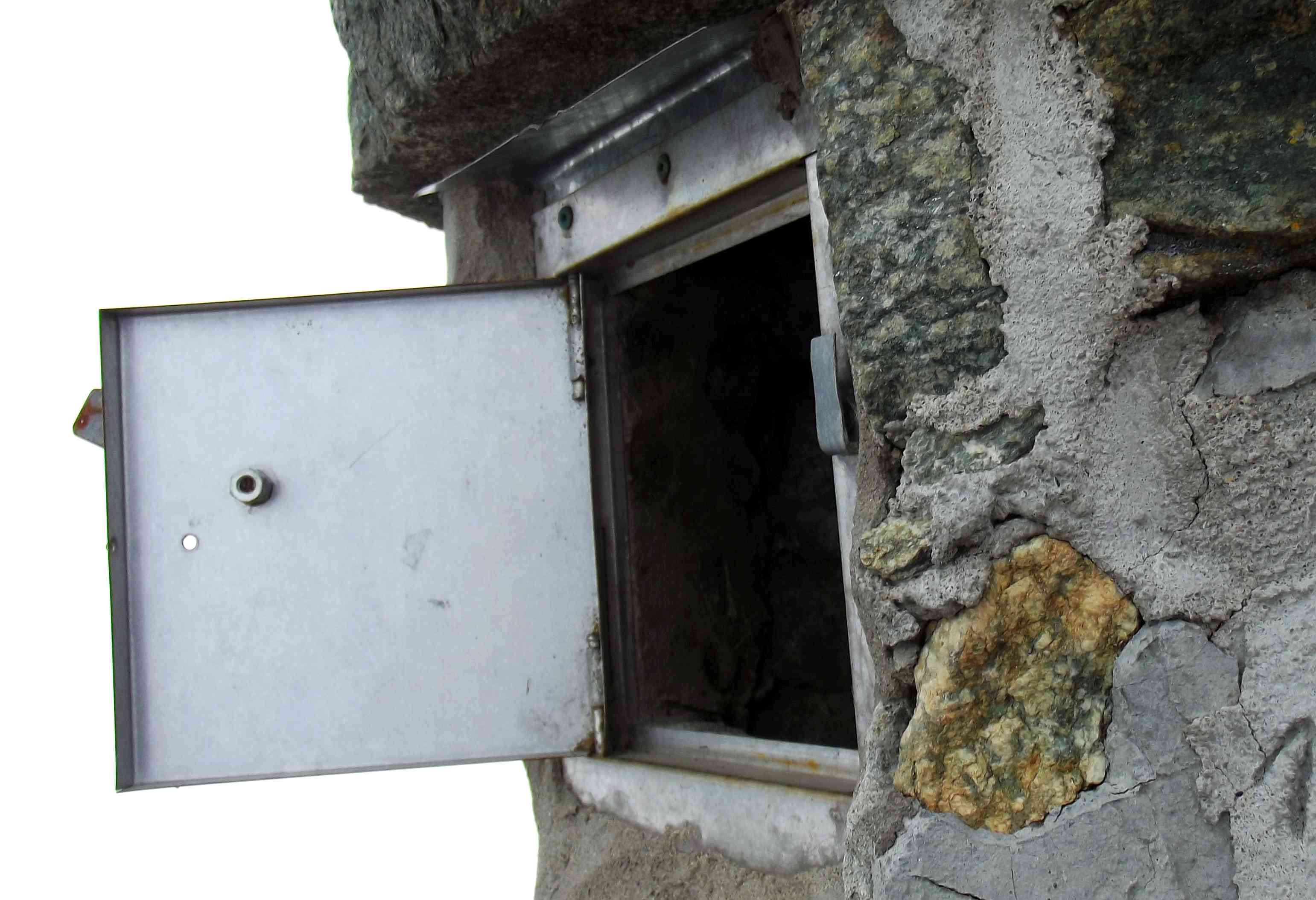
La nicchia con il libro di vetta della Cima Montù (Alpi Graie, 2246 m)

La conservazione dei libri di vetta completati viene in genere curata da chi li ha collocati sulla cima. Un'eccezione è quella dei libri di vetta (summit registers) gestiti dal Sierra Club, la più antica associazione ambientalista degli USA: dopo essere stati portati a valle, questi vengono infatti esposti e conservati dalla Bancroft Library, l'istituzione che si occupa di documentazione storica per l'Università della California. In Italia la conservazione dei libri di vetta è normalmente delegata alle sezioni CAI competenti per la manutenzione dei sentieri che portano alle varie cime o, in alcuni casi, ai rifugi che si trovino nelle vicinanze. Tale regola generale non vale per la regione Trentino. In tutto il territorio trentino la S.A.T. raccoglie presso la Biblioteca della Montagna-SAT tutti i libri di vetta di tutte le cime trentine provvedendo a catalogarli e conservarli. Solitamente l’alpinista che trova il libretto le cui pagine bianche siano esaurite lo porta alla Biblioteca della montagna dove sono conservati oltre 700 libretti di vetta. In caso di impossibilità lo consegna al gestore di rifugio più vicino con l’impegno di consegnarlo in biblioteca. Il gestore andrebbe avvertito anche perché si procuri un libretto di vetta nuovo, che verrà affidato a chi intraprende la successiva salita.
Sul libro di vetta vengono di solito riportati il punto di partenza dell'ascensione, il percorso di salita e quello che si prevede di fare in discesa. Queste informazioni possono essere utili nel caso si renda necessario ritrovare escursionisti dei quali si sono perse le tracce. I contenuti dei messaggi lasciati da chi ha raggiunto la cima possono tuttavia essere molto vari, ad esempio la descrizione delle condizioni atmosferiche trovate durante l'escursione,  o addirittura dei veri e propri componimenti poetici; alcuni lasciano anche disegni, altri sfoghi personali, insulti o riflessioni individuali del tutto scollegate dall'esperienza dell'ascensione verso la vetta. I libri di vetta sono a volte utilizzati dai collezionisti di cime per lasciare traccia della conquista della cima.

## Diffusione
I libri di vetta non vengono in genere collocati su montagne raggiunte da strade percorribili con veicoli a motore o in genere a grande frequentazione turistica sia perché in questi casi la presenza sulla cima del singolo visitatore non è evidentemente molto significativa, sia perché sarebbe necessario sostituire il libro di vetta troppo spesso. Per ragioni opposte è difficile trovare libri di vetta anche su cime secondarie e collocate in aree molto remote e poco frequentate.

## Controversie
La presenza di libri di vetta su cime collocate in aree particolarmente selvagge è da alcuni ritenuta un fattore di disturbo dell'esperienza di contatto con la natura; chi segue in modo più radicale questa linea di pensiero arriva a rimuovere o distruggere i libri di vetta esistenti.

## Alternative
La diffusione di Internet e delle comunicazioni satellitari ha permesso da alcuni anni la creazioni di libri di vetta virtuali, ai quali si può accedere con smartphone dotati di tecnologia GPS. Anche alcuni siti legati all'alpinismo contengono sezioni o pagine, che chiamano libro di vetta, dove possono essere inseriti in maniera differita messaggi di utenti che hanno salito una determinata montagna.

## Galleria d'immagini

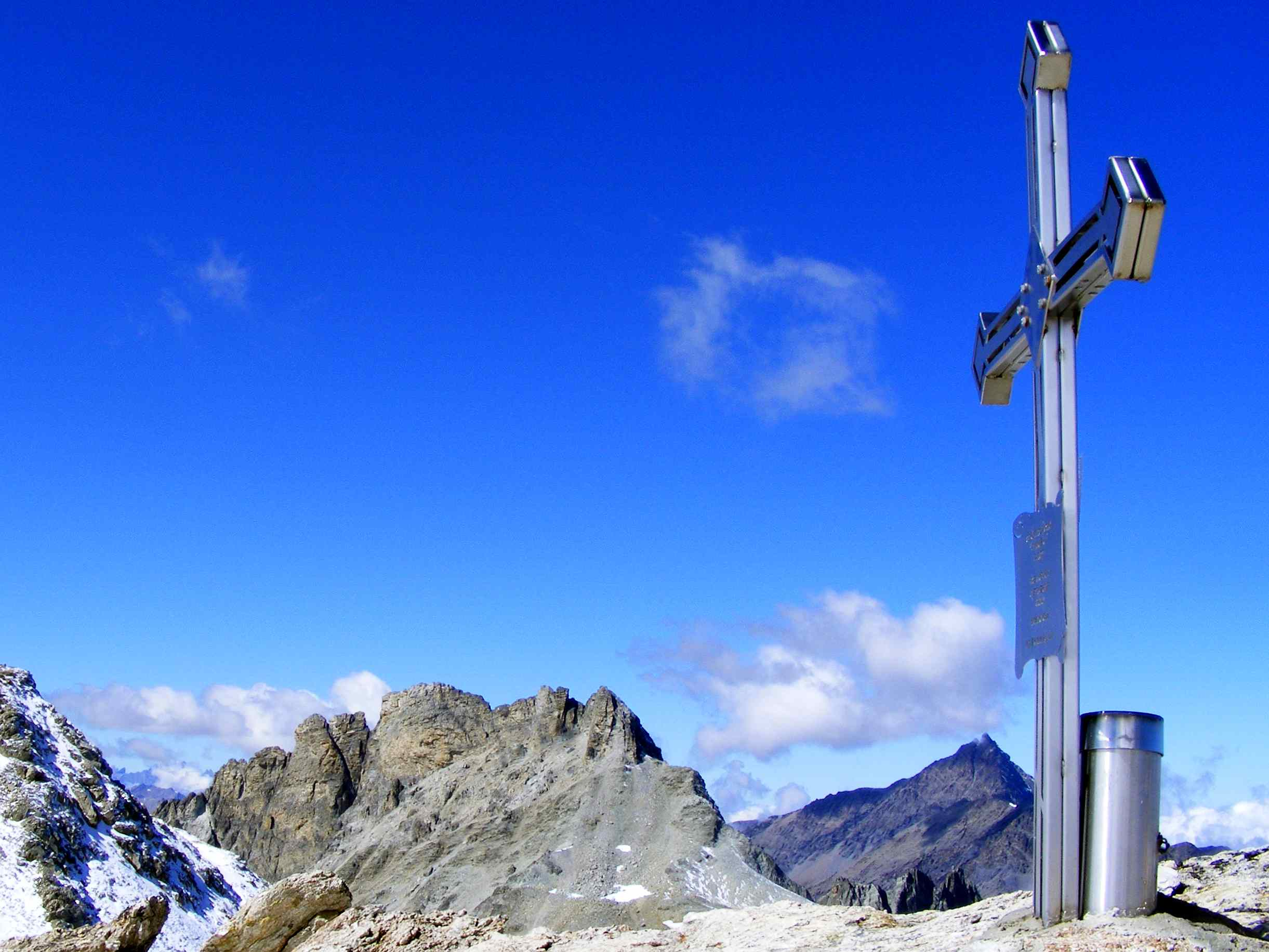
Monte Ambin: libro di vetta alla base della croce di vetta
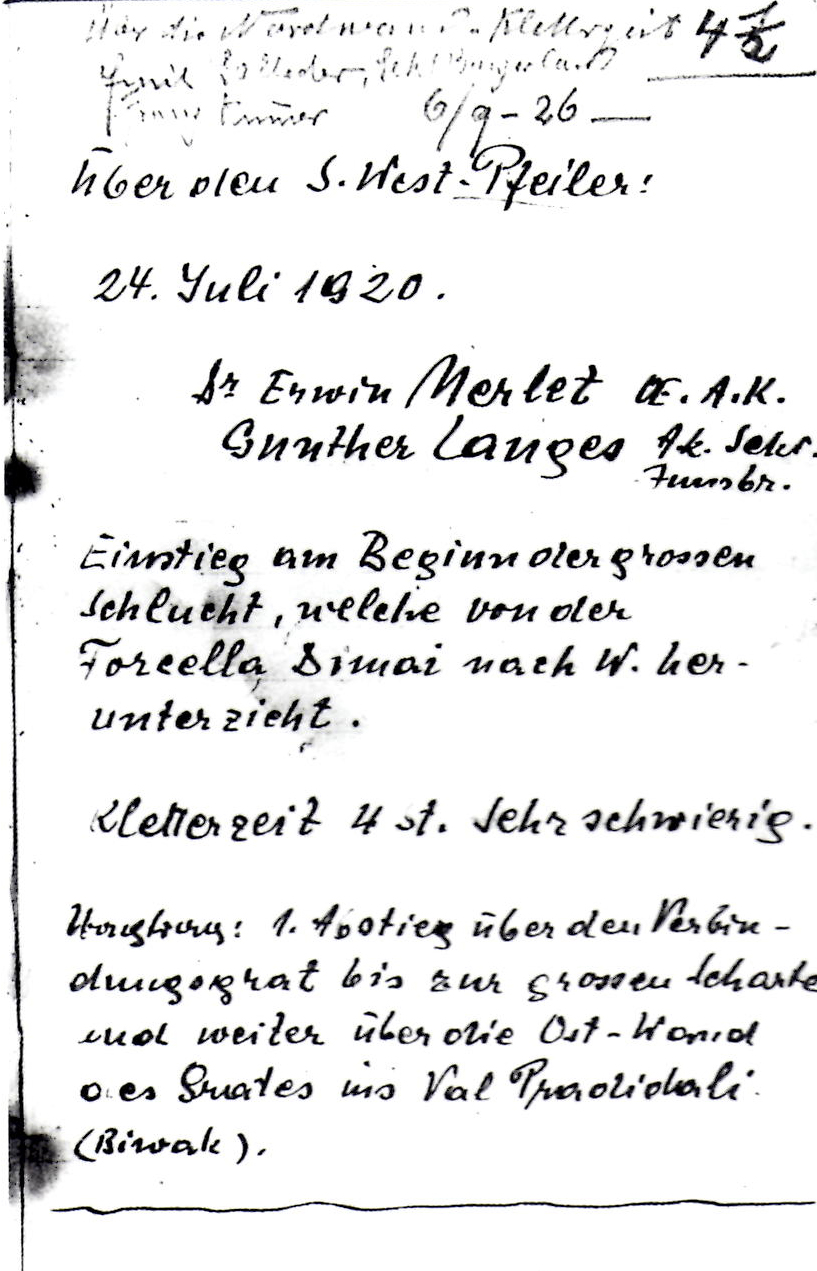
Gran Pilastro: testimonianza di una salita del 1920 dell'alpinista Erwin Merlet
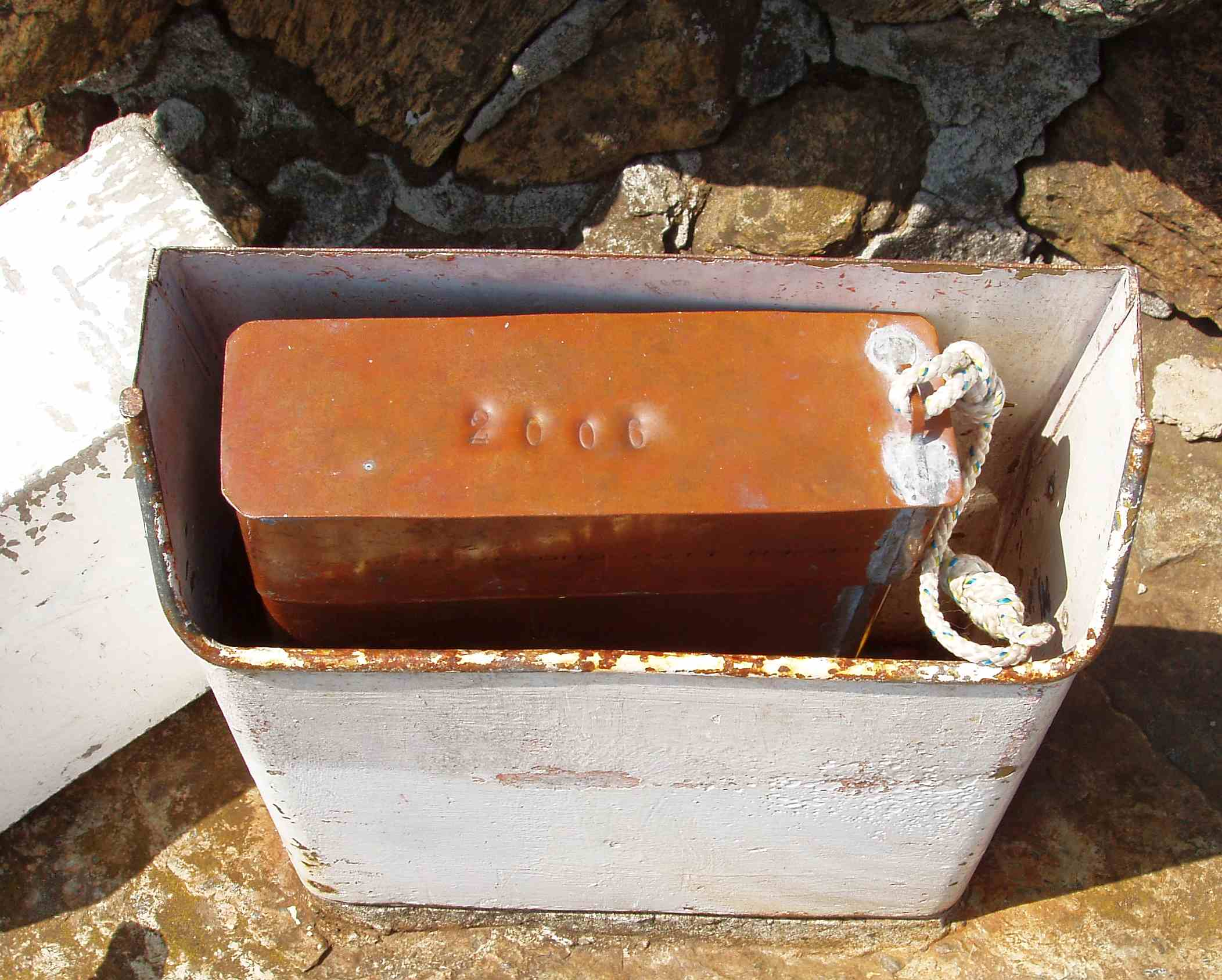
Monte Taccone: doppio contenitore metallico del libro di vetta
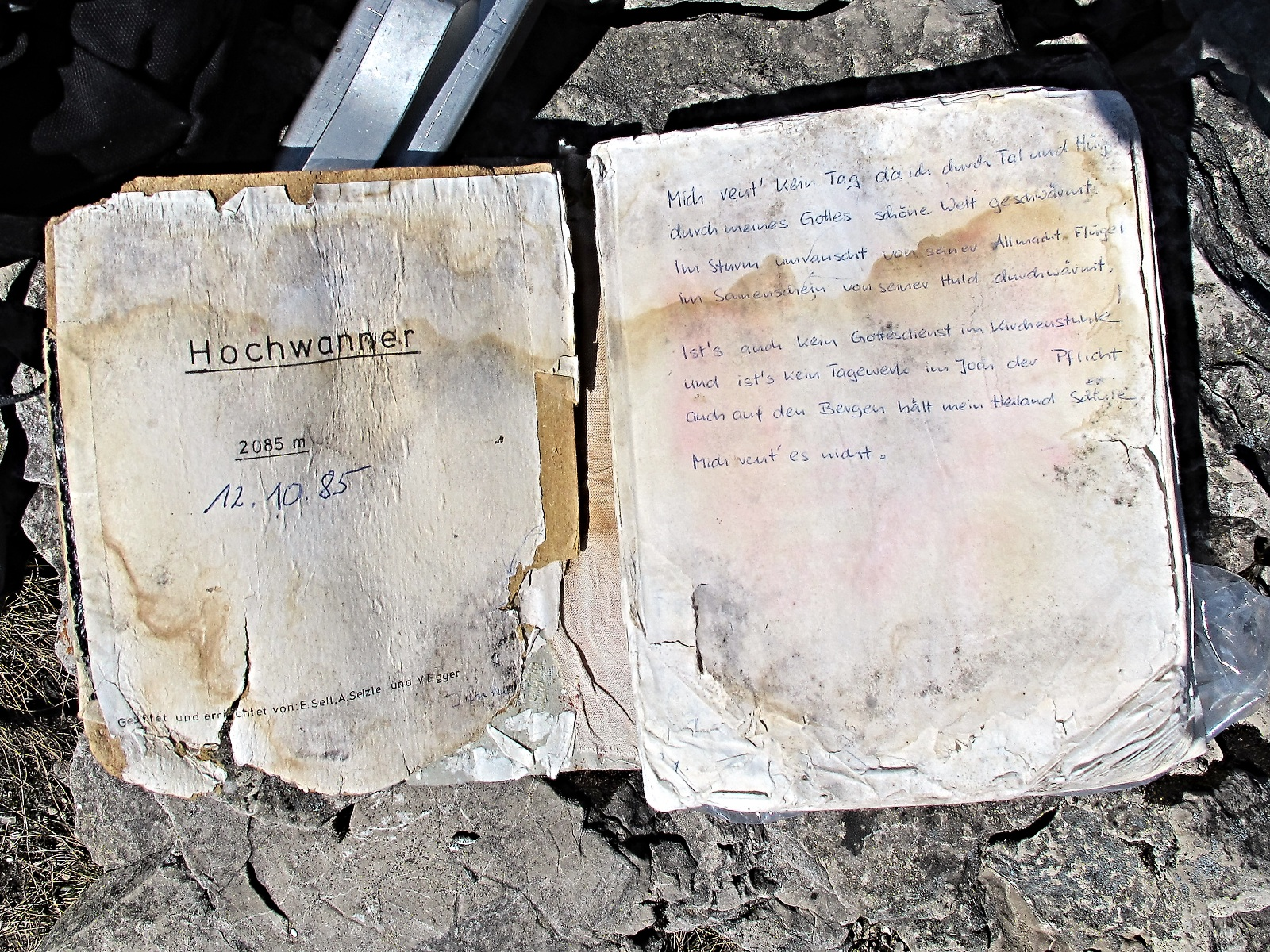
Hochwanner: libro di vetta degradato dagli agenti atmosferici